# تفسخ
هجوم الجراثيم على جسم الإنسان وتكاثرها فيه, وهي إمّا بكتيريا، أو ڤيروس، أو أميبا (أحاديات الخليّة الحيوانية)، أو فطر (أحاديات الخليّة النّباتية).
يشجّع الجراثيم على الهجوم, نقص مقاومة الجسم (قلق وتوتّر.. وتقاعس وتعب وسهر وتغذية ناقصة أو غير متوازنة ونزلة برد وبعض الأمراض كالسّكّري..)، أحيانا قد تأتي الجراثيم من داخل الجسم؛ تكون قابعة ومتربّصة عند منافذه (الفم أوالأنف أوالعين أوالشّرج أوالفرج) أو ما يسمّى بالشّوكة المثيرة (كتعفّن السنّ أي التّسوّس أو تعفّن البشرة المحيطة بظفر اليد: الدّاحس الخطير –الحذر من نتف زوائد البشرة المحيطة بظفر اليد!-أو تعفّن القدم كالظّفر الغارز أو الذّبّاج أو تعفّن شرجي كالبواسير والنّاسور أو تعفّن جلدي..), لتنقضّ عندما تنحطّ مقاومة الجسم، (لذا ينصح بعلاج مبكّر للشوكات المثيرة وتنظيف الجسم يوميا وخاصّة تنظيف منافذه عدّة مرّات في اليوم).